# Ptichodis purgata
Ptichodis purgata là một loài bướm đêm trong họ Erebidae.